# ریبیرا گرانده د سانتیاگو
ریبیرا گرانده د سانتیاگو (پرتغالی: Ribeira Grande de Santiago) یک شهرداری در دماغه سبز است. این شهرداری در بخش جنوب غربی جزیره سانتیاگو واقع شده‌است. مرکز آن سیدادو ولیا است. جمعیت آن در سال ۲۰۱۰، ۸٬۳۲۵ تن بود.